# Muskotväxter
Muskotväxter (Myristicaceae) är en växtfamilj som tillhör ordningen Magnoliales. Denna är varken placerad bland de enhjärtbladiga växterna eller trikolpaterna. Muskotväxterna är indelade i 20 släkten som sammanlagt består av omkring 475 arter. 
Familjens arter bildar vanligen städsegröna träd med strödda och helbräddade blad. Stipler saknas. Blommorna sitter i samlingar, ofta i form av knippen eller klasar. Hyllet är vanligen treflikig, mer sällan 2-5 flikig. ståndarna är 2-10 eller fler och sammanväxta mot spetsen. Fruktämnet består av ett fruktblad och innehåller ett fröämne. Pistillen är kort. Frukten är vanligen stor med läderartad eller köttig fruktvägg som spricker upp i två delar och blottar det enda fröet.

## Släkten
Släkten godtagna enligt Angiosperm Phylogeny Website :

- Bicuiba de Wilde
- Brochoneura Warburg
- Cephalosphaera Warburg
- Coelocaryon Warburg
- Compsoneura Warburg
- Doyleanthus Sauquet
- Endocomia de Wilde
- Gymnacranthera Warburg
- Haematodendron Capuron
- Horsfieldia Willdenow
- Iryanthera Warburg
- Knema Loureiro
- Mauloutchia (Baillon) Warburg
- Myristica Gronovius
- Osteophloeum Warburg
- Otoba (A. de Candolle) H. Karsten
- Paramyristica de Wilde
- Pycnanthus Warburg
- Scyphocephalium Warburg
- Staudtia Warburg
- Virola Aublet